# 圣安多尼堂 (埃格尔)

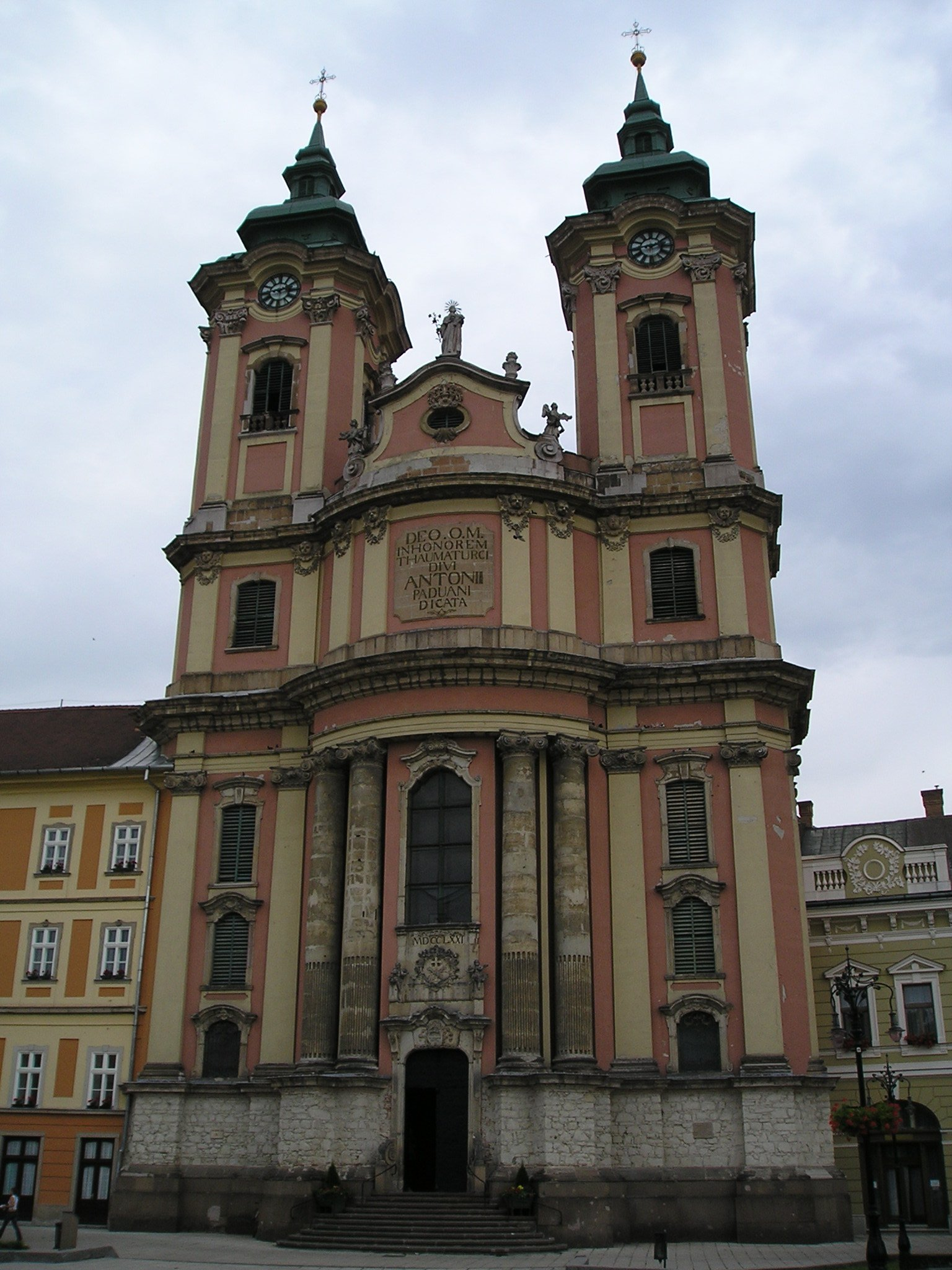
圣安多尼堂

埃格尔圣安多尼堂（Szent Antal-templom），又名方济各会教堂（minorita templom），位于匈牙利城市埃格尔的主广场德波·伊什特万广场4号，于1773年至1775年间，建于方济各会圣黑德维希修道院的东侧，埃格尔市政厅的西侧。